# Dimmi che non vuoi morire
Dimmi che non vuoi morire è un fumetto sceneggiato da Massimo Carlotto e disegnato da Igort.
Il titolo è una citazione del brano “E dimmi che non vuoi morire” cantata da Patty Pravo e scritta nel 1997 da Vasco Rossi e Gaetano Curreri tastierista degli Stadio.

## Edizioni italiane
Il fumetto è stato pubblicato in volume nelle seguenti edizioni:
- Dimmi che non vuoi morire, Edizioni Mondadori, collana Strade Blu, 2007, brossurato con bandelle laterali, formato cm 17x24, 144 pagine in bicromia, ISBN 9788804518099.
- Dimmi che non vuoi morire, Coconino Press, Collana Coconino Cult, 2011, brossurato, formato cm 17x24, 160 pagine in bicromia, ISBN 9788876181092.

## La trama

### Personaggi
- Marco Buratti, soprannominato l'Alligatore: investigatore privato;
- Beniamino Rossini: contrabbandiere, rapinatore e gangster, è il "socio" di Marco Buratti;
- Max la memoria: ex dell'estrema sinistra degli anni settanta, creatore di un immenso archivio di informazioni, è il terzo "socio" di Marco Buratti e Beniamino Rossini. Non si conosce il suo vero nome.
- Beppe Sainas: ristoratore di Cagliari coinvolto in loschi traffici.
- Martina Ortu, detta Joanna: cantante dei locali di Cagliari.

### La storia
L'Alligatore, Rossini e Max la memoria giungono a Cagliari in traghetto. Il motivo è un'offerta di lavoro, ricevuta tramite un contatto dell'Alligatore.
Incontrato il cliente Beppe Sainas, l'Alligatore accetta di seguire le tracce di Joanna, recentemente scomparsa. Joanna è una cantante che si esibisce nei locali di Cagliari cantando il repertorio di Patty Pravo e imitandone lo stile. Da anni viene mantenuta da Sainas, che la considera di sua proprietà.
Dopo alcune ricerche a Cagliari, l'Alligatore scopre che Joanna si è imbarcata per la Francia, con l'intenzione di recarsi a Parigi.
Giunti a Parigi, l'Alligatore, Rossini e Max si rivolgono a una vecchia conoscenza di galera – Alessio Sperlinga – che li aiuta a seguire le tracce della donna e riescono a rintracciarla mentre fa una serata in un ristorante chiamato “L'Homme Bleu”.
A fine spettacolo i tre seguono la donna nel quartiere di Chateau Rouge, dove si è fermata a comprare della droga, e poi fino alla sua abitazione a Porte de Clignancourt, dove l'affrontano. Sulle prime Joanna rifiuta di rientrare a Cagliari ma poi, a seguito di una telefonata con Sainas, accetta di rientrare, seppure sconvolta. Prima dell'ultimo concerto a Parigi, Joanna ha un rapporto con l'Alligatore allo scopo di poterlo riferire a Sainas. Riportata la donna a casa, il trio fa ritorno a Padova mentre l'estate passa.
Una sera di novembre Joanna si presenta nel locale dell'Alligatore in cerca di aiuto: Sainas è stato assassinato in casa di lei e lei è sospettata dagli inquirenti. Dopo un consulto con Rossini e Max, i tre decidono di aiutarla: partono quindi per Cagliari insieme alla donna, dopo averle fatto cambiare aspetto per non essere riconosciuta. Le investigazioni del gruppo si concentrano su moglie e figlia di Sainas, che hanno ereditato la gestione del ristorante e poi su Tore Boi, un ex cameriere del ristorante di Sainas, il quale svela particolari di attività sue e di Sainas nel campo del traffico di reperti archeologici e di spaccio di stupefacenti. Salta fuori anche la storia di una somma di denaro appartenuto a un ex colonnello trovato assassinato, mentre l'Alligatore, Rossini e Max si avvicinano all'epilogo della storia e alla soluzione del giallo.

## Grafica
L'atmosfera crepuscolare, piuttosto che notturna, dell'avventura dell'Alligatore viene resa straordinariamente da Igort con disegni schizzati a matita con tratteggi sottili e con tavole in bicromia blu e grigia.